# Aeroporto de Primavera do Leste
Aeroporto de Primavera do Leste serve a região do Município que se localiza às margens da Rodovia BR-070, e uma população de aproximadamente 67 mil habitantes. Possui uma pista pavimentada e bem sinalizada e opera durante o dia das 6:00 h às 19:00 h. Tem a capacidade de receber aeronaves de pequeno e médio porte.
O aeródromo não possui facilidade de comunicação com órgão ATS e possui tráfego intenso de aeronaves agrícolas.

## Características
- Aéródromo Público
- UTC: -4
- Latitude: 15º 33' 56" S
- Longitude: 054º 20' 16" W
- Piso: ASPH
- Sinalização: S
- Pista com balizamento noturno.
- Distância do centro da cidade: 2,7 km.
- Pista: 1400 metros
- Contato: (66) 3498-3333
- Distância Aérea: Cuiabá 193 km; Brasília 682 km; São Paulo 1196 km; Curitiba 1216 km.
- Tráfego predominante: Aeronaves Agrícolas

## Empresas Instaladas

### Empresas de Manutenção
- Blue Sky Manutenção de Aeronaves LTDA (COM No 0805-61/ANAC)
- MARCA Manutenção de Aeronaves LTDA (COM No 0302-02/ANAC)
- SOMA Serviços Oficina e Manutenção Aeronáutica LTDA (COM No 9809-01/ANAC)

### Empresas de Aviação Agrícola
- Agrisul Aeroagrícola
- Aliança Aviação Agrícola
- Flórida Aviação Agrícola
- Pulveriza Aviação Agrícola
- Rambo Aviação Agrícola